# HMS 버컨헤드 (1845년)

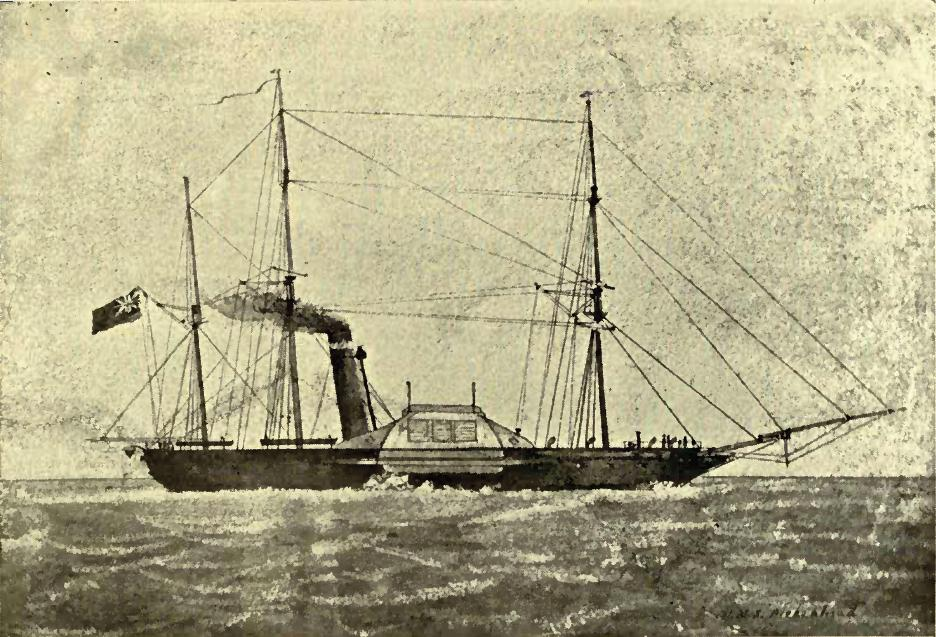
HMS 버컨헤드의 현대적인 그림

HMS 버컨헤드(영어: HMS Birkenhead)는 영국 해군을 위해 제작된 최초의 철갑선 중 하나이다. 그녀는 증기 프리깃함으로 설계되었지만, 임관하기 전에 군함으로 전환되었다.
버컨헤드호는 1852년 2월 26일 케이프타운에서 140km 떨어진 간스바아이 근처의 위험 지점에서 난파되었다. 모든 승객을 위한 구명정이 부족했고, 군인들은 유명하게도 일렬로 서서 여성과 아이들이 안전하게 배에 탑승하고 침몰을 피할 수 있었다.
643명으로 추정되는 사람들 중 193명만이 살아남았고, 군인들의 기사도는 배를 버릴 때 비공식적인 "여자와 아이들 먼저" 의정서를 낳았고, 루디야드 키플링의 시의 "버컨헤드 훈련"은 절망적인 상황에 직면한 용기를 묘사하기 위해 왔다.